# ماکاراوانک
ماکاراوانک (ارمنی: Մակարավանք; انگلیسی: Makaravank) یک صومعه حواری ارمنی واقع در استان تاووش، ارمنستان می‌باشد. ساخت و ساز این ساختمان سده ۱۳ام میلادی؛ به پایان رسید. این بنا به سبک معماری ارمنی طراحی شده‌است.

## نگارخانه

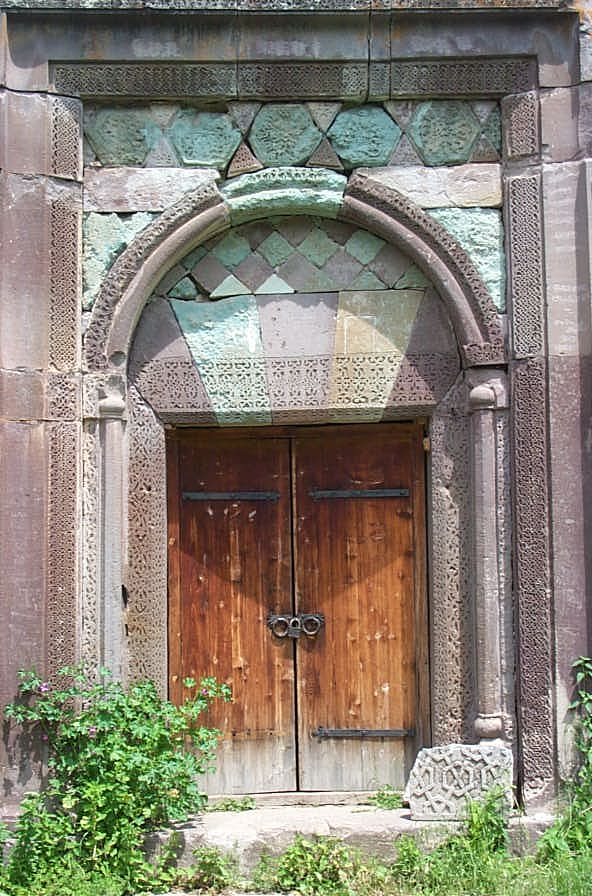